# Georg Hagen (Jurist)
Georg Hagen (* 16. März 1889 in Forchheim; † 9. Januar 1962 in Gräfelfing) war ein deutscher Jurist, nationalsozialistischer Politiker, SA- und SS-Mann sowie Präsident mehrerer Oberpostdirektionen.

## Leben

### Beruflicher Werdegang
Georg Hagen studierte nach dem Abitur Rechtswissenschaften an der Friedrich-Alexander-Universität Erlangen-Nürnberg und der Martin-Luther-Universität Halle-Wittenberg. Seit 1910 gehörte er der Erlanger Burschenschaft Frankonia und seit 1913 der Burschenschaft Germania Halle an. Er promovierte zum Dr. jur. und leistete seinen Militärdienst als Einjährig-Freiwilliger beim 5. Bayerischen Infanterie-Regiment. Im 6. Bayerischen Infanterie-Regiment kämpfte er im Ersten Weltkrieg in Frankreich und wurde schwer verwundet. 1917 absolvierte er den Staatskonkurs und war, bevor er 1920 in den höheren Postdienst eintrat, von 1920 an als Rechtsanwalt tätig. 
Nach Stationen bei den Oberpostdirektionen Bamberg und Speyer kam er im April 1933 zur Bayerischen Politischen Polizei. Am 2. Mai 1933 wurde er Beauftragter des Reichspostministeriums für die Durchführung des „Gesetzes zur Wiederherstellung des Berufsbeamtentums“. Mit diesem Gesetz wurde die Gleichschaltung des öffentlichen Dienstes vollzogen und die Entfernung jüdischer oder politisch missliebiger Beamter ermöglicht. Im Reichspostministerium wurde ihm die Leitung der Abteilung VII übertragen, die er vom 11. Juli 1933 bis zum 31. März 1934 ausübte. Er wurde Präsident der Oberpostdirektionen in Oldenburg (1934), Breslau (1935) und Dresden (1941–1945).

### Politische Ämter
1923 wurde Hagen politischer Leiter des Bundes Oberland für Nordbayern. Aus diesem Freikorps rekrutierte sich der Kern der SA. 1924 war er Landesleiter des völkischen Blocks. Diese Organisation wurde von extremen Rechten nach dem Verbot der NSDAP aufgrund des Hitler-Putsches gebildet.
Zum 1. Oktober 1928 trat er in die NSDAP ein (Mitgliedsnummer 96.992), wurde deren Ortsgruppenleiter in Speyer und Kreisamtsorganisationsleiter. Hagen war Mitglied im Bund nationalsozialistischer deutscher Juristen und in den Jahren 1931/1932 Gausachbearbeiter für Beamtenfragen bei der Gauleitung Rheinpfalz. Er stieg bis zum Abteilungsleiter im Amt für Beamte in der NSDAP-Reichsleitung auf. 1932 trat er in die SA ein.
Am 12. Oktober 1933 wurde er SS-Sturmführer im SS-Sicherheitsdienst (SS-Nummer 36.191). Auf eigenen Antrag wurde Hagen am 26. Mai 1936 aus der SS entlassen. Gegen Kriegsende wurde er Brigadeführer im Nationalsozialistischen Fliegerkorps.